# Caroline von Wolzogen
Caroline von Lengefeld, née le 3 février 1763 à Rudolstadt et morte le 11 janvier 1847 à Iéna, est une écrivaine allemande du classicisme de Weimar. Ses œuvres les plus connues sont un roman, Agnes von Lilien, et une biographie de Friedrich Schiller, son beau-frère. 

## Jeunesse
Caroline von Lengefeld est l'aînée d'une famille aristocratique de Rudolstadt ; elle est élevée et éduquée avec une sœur plus jeune, Charlotte von Lengefeld. Bien que sa famille appartienne à la petite noblesse, sa situation financière est quelque peu perturbée après la mort de son père. À 16 ans, Caroline se fiance à Friedrich Wilhelm Ludwig von Beulwitz (1755-1829), un éminent courtisan de la région, grâce aux arrangements des deux familles. Elle passe le temps de ses longues fiançailles en Suisse avec sa famille, un voyage que M. von Beulwitz a financé ; ils se marient peu de temps après le retour de Caroline en 1784. Manquant d'intérêts communs, le mariage est malheureux dès le début. 
Le plus proche confident de Caroline au début de son mariage est son cousin Wilhelm von Wolzogen qui, en 1785, la présente avec sa sœur à son ami Friedrich Schiller, alors un jeune et plutôt pauvre poète de Weimar. En 1788, Schiller s'installe dans une ville proche pour se rapprocher des Lengefeld. Caroline et sa sœur se rapprochent alors de lui. Caroline ressent une forte attirance pour lui, même si les érudits contestent ce point. Schiller se fiance à Charlotte en août 1789 et remercie Caroline pour leur rencontre. Au début des années 1790, Caroline commence à écrire elle-même, inspirée par son amitié avec Schiller et d'autres personnalités littéraires de Weimar ; son premier ouvrage important est un fragment dramatique de forme classique, Der leukadische Fels en 1792.

## Agnes von Lilien

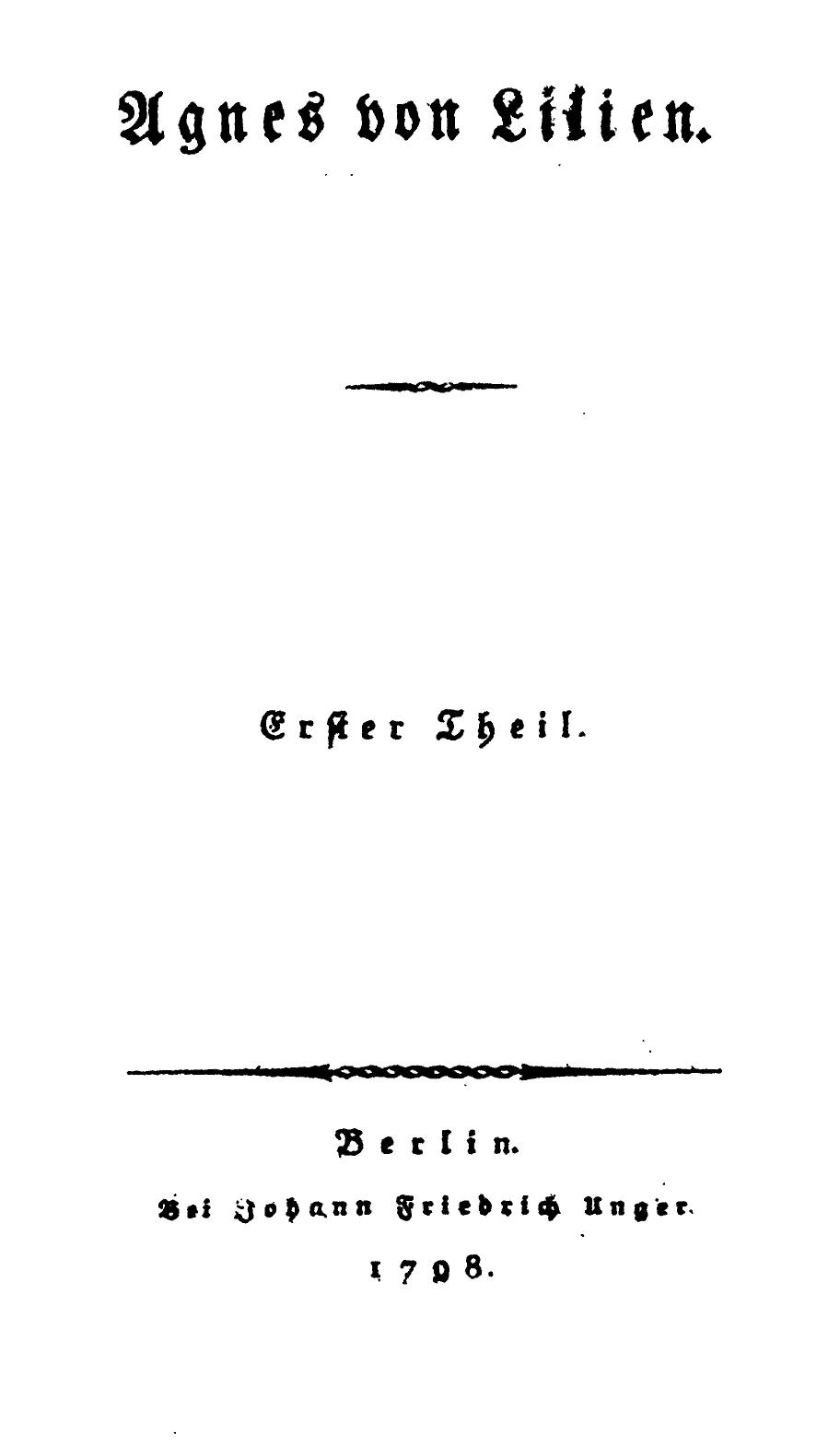
Feuille de titre de l'édition de 1798 dAgnès von Lilien

Caroline von Beulwitz commence à écrire son premier roman, Agnes von Lilien en 1793. Le roman décrit une jeune femme élevée par un beau-père et qui grandit dans la campagne isolée, pauvre mais instruite à la fois dans les apprentissages classiques et modernes. Une rencontre avec un homme beaucoup plus âgé et plus riche, dont elle tombe amoureuse, lance un processus de découverte du monde dans son ensemble, y compris en politique et dans les scandales de la vie de cour. Agnès découvre finalement que ses propres origines, inconnues d'elle auparavant, la lient étroitement à ce monde qu'elle embrasse finalement. Comme le dit un critique, malgré son intérêt pour la subjectivité féminine : « Agnes von Lilien est moins une question de création d’une nouvelle société que de restauration de l’ancienne légitimité nouvelle ». 
En 1795, Schiller lance un nouveau périodique appelé Die Horen, qui contient des articles sur la philosophie et l’histoire, ainsi que des fictions, organisées autour des principes centraux du classicisme de Weimar. Sachant que sa belle-sœur est en train d'écrire, Schiller lui demande de le lui faire lire et Agnes von Lilien est publié anonymement dans Die Horen par chapitres entre 1796 à 1797. Cette publication, et son éventuelle publication en tant que roman en deux volumes (toujours anonymement) en 1798, attire une attention considérable pour le roman et des spéculations commencent sur l'identité de son auteur. Certains pensent qu'il s'agit de Schiller lui-même et d'autres qu'il s'agit de Goethe, bien que Friedrich Schlegel rejette rapidement cette idée. Le tapage conduit finalement  à la révélation de sa véritable auteure, qui a droit à beaucoup de célébrations, bien que de courte durée. 
Après cette brève explosion d'activité et de gloire, la production littéraire de Caroline ralentit considérablement et ses autres œuvres majeures sont écrites beaucoup plus tard, vers la fin de sa vie. Elle et les autres femmes écrivaines de Die Horen démontrent un nouveau potentiel d'écriture féminine réussi tant sur le plan esthétique que commercial, mais le rôle ultime des femmes dans le cercle de Weimar et l'héritage intellectuel d'œuvres comme Agnes von Lilien sont débattus. Le critique Peter McIsaac fait remarquer que, bien qu’ils incluent des femmes écrivains dans Die Horen, Schiller et Goethe écrivent sur l’expulsion de leurs qualités « féminines » et continuent à considérer les œuvres de femmes comme « dilettantes » et appartenant à une forme d'art inférieure à la leur.

## La vie littéraire de Weimar

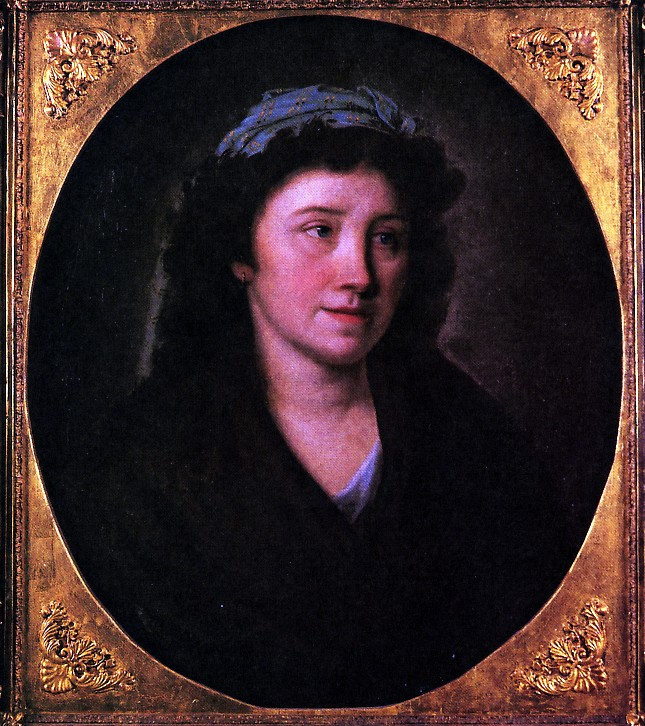
Caroline von Wolzogen dans un portrait de Philipp Friedrich Hetsch, vers 1800

Entre l'écriture et la publication d'Agnès von Lilien , la vie de Caroline change radicalement. En 1794, après des années de malheur, elle quitte von Beulwitz et épouse Wilhelm von Wolzogen, le cousin qui l'a présentée à Schiller. Sa famille, y compris Schiller, réagit négativement à cette décision et von Wolzogen et elle passent les deux années suivantes à mettre une distance avec leurs relations, principalement en partant pour Stein am Rhein en Suisse. Les von Wolzogen reviennent à Weimar en 1796, où le succès d’Agnès von Lilien créé de nouvelles relations pour Caroline dans le monde littéraire. En 1802, Anne Louise Germaine de Staël la contacte. Elle a lu et admiré le roman, ce qui conduit à une longue visite et à une correspondance entre madame de Staël et le cercle de Weimar. 
Après la mort de Schiller en 1805 et l’augmentation de sa réputation littéraire, Caroline von Wolzogen commence à recueillir des lettres et des souvenirs de sa vie et de celle de sa sœur - qui meurt en 1826 - avec le poète. Celles-ci sont publiées sous le titre Schillers Leben (La vie de Schiller) en 1830, première biographie sur Schiller à paraître. Dans la biographie, Caroline décrit son sujet comme un homme continuellement assiégé par la maladie et mourant jeune, mais dont la détermination à poursuivre ses efforts littéraires est néanmoins présentée comme héroïque. En tant que première biographie et seule écrite par un collaborateur intime, elle reste depuis la première source de la plupart des travaux biographiques sur Schiller. 
Dans les dernières années de sa vie, quelques décennies après Agnès, Caroline von Wolzogen écrit son deuxième et dernier roman, Cordelia qui est publié en 1840. Le roman, qui se déroule pendant la Sixième Coalition, est centré sur une femme déchirée pour entre un soldat obscur qu'elle aime et un aristocrate à qui sa famille veut la marier. Le roman célèbre la dévotion nationale du soldat alors même que Cordélia épouse l'aristocrate, sans consommer le mariage. 
Deux ans après sa mort en 1847, ses lettres et manuscrits inédits sont publiés sous le titre Literarischer Nachlass.

## Publications
Les travaux publiés de Karoline von Wolzogen, sont cités par An Encyclopedia of Continental Women Writers, sauf indication contraire. 
- Briefe aus der Schweiz [Lettres de Suisse], 1792.
- Der Leukadische Fels [The Rock Leucadian], 1792.
- Agnes von Lilien, 1796.
- Walther und Nanny [Walther et Nanny], 1802.
- Erzählungen von der Verfasserin der Agnes von Lilien, 1826[10].
- Schillers Leben. Verfat aus Erinnerungen der Familie, seinan eigenen Briefen und den Nachrichtenseines Freundes Körner [La vie de Schiller. Composé de souvenirs de famille, ses propres lettres et des nouvelles de son ami Körner], 1830.
- Adele, 1839.
- Cordelia, 1840.
- Das neue Jahr, 1842.
- Literarischer Nachlass der Caroline Caroline Wolzogen, 1849.
- Gesammelte Schriften, 1988.